# Abongoua
Abongoua est un village situé au sud-est de la Côte d'Ivoire, dans la Région de la Mé. La localité d'Abongoua est chef-lieu de sous-préfecture. Le village se situe entre deux autres villages dont Abradine 2 et Adjamé.
La population de ce village est majoritairement jeune, ce qui favorise, entre autres, une main d'œuvre abondante au sein de la population pour toutes les activités.
Le village dans son ensemble est monotone d'une surface plate. Le village, depuis les années 1990, a connu un essor de développement encore plus rapide qu'autrefois.
Il dispose actuellement de cinq écoles primaires, dont la première école primaire est, l'EPP Abongoua, le collège moderne d'Abongoua, dont l'abréviation est (CMA). Ce collège possède trois grands bâtiments de la 6e à la 3e.